# Hadula rhodina
Hadula rhodina är en fjärilsart som beskrevs av Hugo Theodor Christoph 1893. Hadula rhodina ingår i släktet Hadula och familjen nattflyn. Inga underarter finns listade i Catalogue of Life.